# 絕技
絕技，是日本純種競賽馬匹。生涯活躍於中距離賽事，曾勝出2021年希望錦標及2022年中日新聞盃。

## 出賽前
2019年1月27日出生於北海道安平町北部牧場，成長途中於一口馬主俱樂部Carrot Farm Co. Ltd.進行馬主募集。
其後交由栗東訓練中心練馬師齊藤崇史訓練。

## 競賽生涯

### 2歲
2021年6月27日出戰阪神競馬場2歲新馬戰，但於比賽途中保持於約莫第六的位置推進，然而進入直路後未能進入全速狀態，最終以第五完賽。
8月28日出戰2歲未勝利戰，比賽初段選擇於第七的位置追走，進入直路後抽出大外檔一舉加速轟出後600米34.2秒的恐怖末腳，最終不但成功超越對手，更以拉開後方7馬位的姿態及破小倉競馬場草地2000米賽道2歲紀錄的1分59.5秒完賽時間獲得首勝。
其後出戰表列賽萩錦標，雖然賽前獲得第一人氣且於比賽途中保持優秀的節奏一早取得領先，但於終點線前被後方加速的野田赤蠍超越，最終以頸位差距落敗。
12月28日出戰希望錦標，賽前落後按令行事取得第二人氣。比賽開始後，其順應前方領放馬氣派線條做出的步速於約莫第三的位置推進，並於比賽途中一直維持穩定的節奏保持於有遮擋的位置等待時機。進入直路後，其進佔有利位置之下瞬間啟動於所在位置衝出，最終成功跑出優秀的加速度下獲得首個一級賽冠軍，亦以2分0.6秒的完賽時間打破希望錦標升格一級賽後的紀錄。

### 3歲
2022年首戰選擇直走皋月賞，然而漏閘之下未能挽回劣勢，最終以第十三大敗。
其後出戰東京優駿（日本打吡），本次比賽雖然出閘順利但仍然選擇後上，最終再度無法追上前方賽駒下僅獲第六。
其後於放草後出戰阿根廷共和國盃，然而未能順應騎師杜滿樂的加速指示下於直路毫無表現，最終以第八落敗。
12月10日出戰中日新聞盃，本次比賽繼續採用以往熟習的居中戰術，一直於比賽途中保持於第十二左右的位置。進入直路後，其順利於外檔位置展開加速，最終衝出超越前方賽駒之下亦可阻止摩天威獅及Icon Tailor的反超，最終以頸位優勢壓贏對手取得時隔1年的勝利。

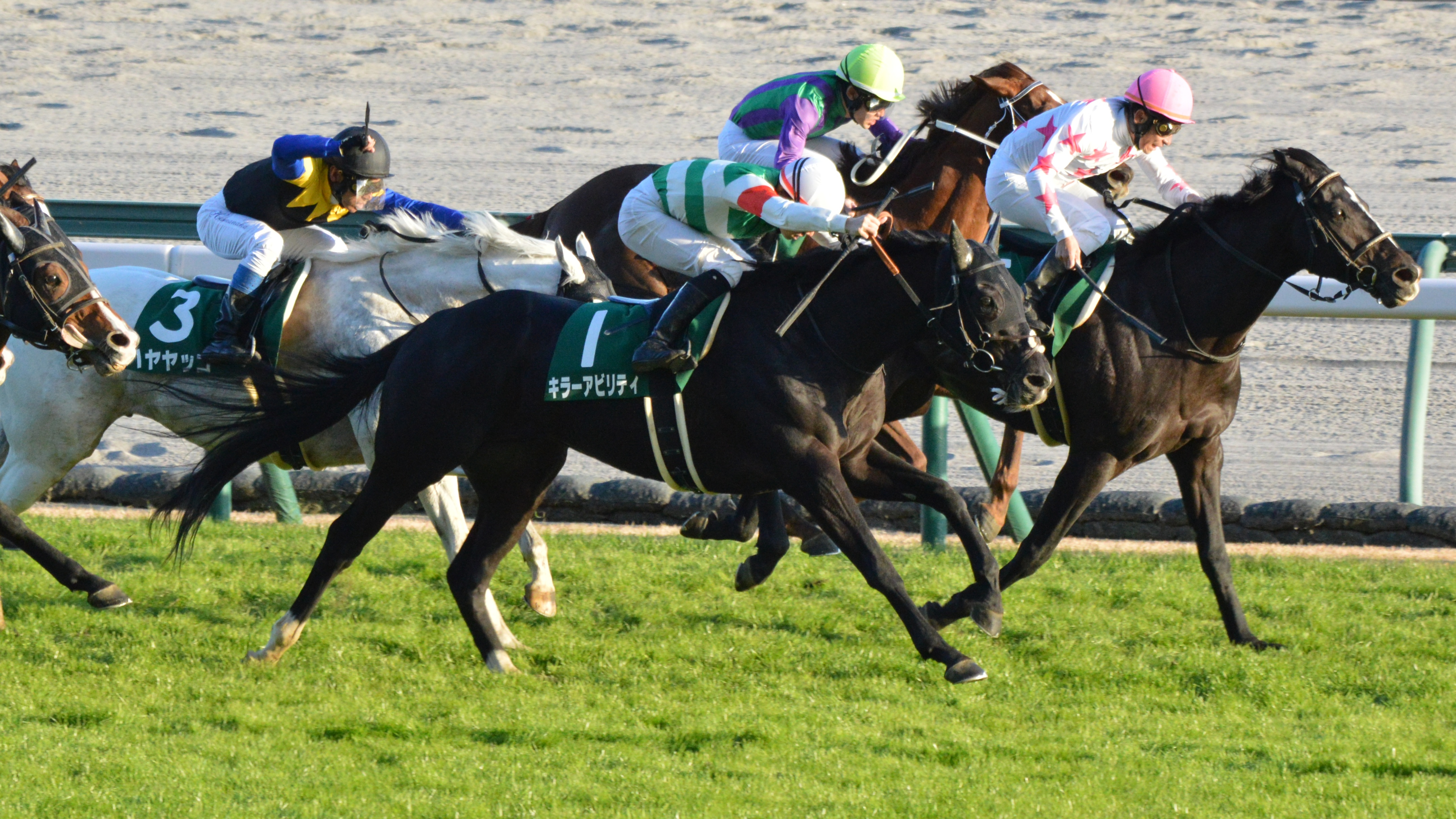
出戰中日新聞盃的絕技

### 4歲
進入2023年其以京都紀念作爲首戰，比賽初段重拾先頭戰術於前方位置推進，但進入直路後未能進一步加速之下敗於勝局在望、摩天威獅、草如茵及群龍之首取得第五。
其後出戰大阪盃，本次比賽處於後方位置下無法順應步速於直路衝出，最終沉沒於馬群之下以第十三大敗。
進入夏季後出戰新潟大賞典，於比賽途中狀態稍爲回勇，最終於直路表現出不俗的加速力，成功衝出並跑獲一直入板的第五。
10月21日縮程出戰富士錦標，然而比賽初段其隨即放慢速度於最後方位置推進，比賽途中亦對騎師橫山武史的催策毫無反應，最終沉底之下以包尾第十二大敗。
12月9日出戰中日新聞盃，比賽採用居中戰術保持於外檔，並於比賽途中以較慢的節奏推進。進入直路後，其於外檔位置展開加速，爆發不俗的末腳速度下成功衝出，但最終仍然落後Yamanin Salvum、飛雪駒及正確距離三駒，以距離頭馬約莫1馬位的差距獲得第四。

### 5歲
2024年於年初遠征沙特阿拉伯以新未來城草地盃作為目標，比賽保持於中團內欄位置下於通過最後彎道時候開始發力推前，逐步展開衝刺。進入直路後，其於內欄位置繼續加速並處於第四位置，雖然最終被外檔衝出的飛舞心靈壓制，但仍然能超越前方的拳壇奇葩及盧森堡，跑獲一席第二。
其後返回日本以大阪盃作為目標，然而於比賽途中一直保持於中團外疊之下未能在直路交出優秀的表現，最終以尾二第十五大敗。
進入秋季原定被安排遠征澳洲出戰覺士盾，但於檢疫問題下擱置計劃並改為出戰產經賞。比賽開始後，其一直於中後方位置保持穩定的姿態，雖然於通過第三、四彎道時候稍為爬升，然而在直路未能提升速度下始終於後方位置，最終以第十落敗。
11月選擇遠征巴林出戰巴林國際錦標，比賽初段放緩速度稍為進佔中團位置，但於直路上未有足夠位置衝刺且自身開始失速，最終以第八名完賽。

### 6歲
2025年再度前往沙特阿拉伯挑戰新未來城未來錦標，比賽初段維持於二疊先頭有遮擋位置，但在直路上陷入包圍下未能衝出，最終進一步失速下以包尾大敗。
完成以上賽事後返回日本，並於5月14日取消日本中央競馬會的賽駒註冊退役。

### 詳細賽績
| 日期       | 舉辦國家   | 馬場     | 距離   | 級別 | 賽事名稱       | 負重 | 騎師     | 馬號 | 出馬 | 名次 | 時間     | 頭馬（二馬）      |
| ---------- | ---------- | -------- | ------ | ---- | -------------- | ---- | -------- | ---- | ---- | ---- | -------- | ----------------- |
| 27/6/2021  | 日本       | 阪神     | 草1800 |      | 2歲新馬        | 54   | 李慕華   | 10   | 11   | 5    | 1:48.4   | Red Belle Ame     |
| 28/8/2021  | 日本       | 小倉     | 草2000 |      | 2歳未勝利      | 54   | 岩田望來 | 7    | 9    | 1    | 1:59.5   | （Personal High） |
| 30/10/2021 | 日本       | 阪神     | 草1800 | L    | 萩錦標         | 54   | 岩田望來 | 4    | 6    | 2    | 1:48.5   | 野田赤蠍          |
| 28/12/2021 | 日本       | 中山     | 草2000 | GI   | 希望錦標       | 55   | 横山武史 | 5    | 15   | 1    | 2:00.6   | （駿天宮）        |
| 17/4/2022  | 日本       | 中山     | 草2000 | GI   | 皋月賞         | 57   | 横山武史 | 4    | 18   | 13   | 2:00.6   | 地標圖形          |
| 29/5/2022  | 日本       | 東京     | 草2400 | GI   | 東京優駿       | 57   | 横山武史 | 16   | 18   | 6    | 2:22.9   | 勝局在望          |
| 6/11/2022  | 日本       | 東京     | 草2500 | GII  | 阿根廷共和國盃 | 55   | 杜滿樂   | 6    | 18   | 8    | 2:31.6   | 破空極光          |
| 10/12/2022 | 日本       | 中京     | 草2000 | GIII | 中日新聞盃     | 56   | 團野大成 | 1    | 18   | 1    | 1:59.4   | （摩天威獅）      |
| 12/2/2023  | 日本       | 阪神     | 草2200 | GII  | 京都紀念       | 56   | 毛振鵬   | 9    | 13   | 5    | 2:11.8   | 勝局在望          |
| 2/4/2023   | 日本       | 阪神     | 草2000 | GI   | 大阪盃         | 58   | 團野大成 | 12   | 16   | 13   | 1:58.3   | 金積驥            |
| 7/5/2023   | 日本       | 新潟     | 草2000 | GIII | 新潟大賞典     | 59   | 北村友一 | 10   | 16   | 5    | 2:05.8   | 空手道            |
| 21/10/2023 | 日本       | 東京     | 草1600 | GII  | 富士錦標       | 57   | 横山武史 | 10   | 12   | 12   | 1:33.1   | 匯兩川            |
| 9/12/2023  | 日本       | 中京     | 草2000 | GIII | 中日新聞盃     | 59   | 毛振鵬   | 12   | 17   | 4    | 1:59.0   | Yamanin Salvum    |
| 25/2/2024  | 沙特阿拉伯 | 安都拉茲 | 草2100 | GII  | 新未來城草地盃 | 57   | 杜滿樂   | 8    | 13   | 2    | 記錄缺失 | 飛舞心靈          |
| 31/3/2024  | 日本       | 阪神     | 草2000 | GI   | 大阪盃         | 58   | 北村友一 | 12   | 16   | 15   | 2:00.2   | 寶徠歌劇          |
| 22/9/2024  | 日本       | 中山     | 草2200 | GII  | 產經賞         | 57   | 團野大成 | 9    | 15   | 10   | 2:12.4   | 生活格調          |
| 16/11/2024 | 巴林       | 巴林     | 草2000 | GII  | 巴林國際錦標   | 57   | 莫艾誠   | 4    | 12   | 8    | 記錄缺失 | 飛舞心靈          |
| 22/2/2025  | 沙特阿拉伯 | 安都拉茲 | 草2100 | GII  | 新未來城草地盃 | 57   | 莫艾誠   | 10   | 5    | 10   |          | 真命新帝          |

## 退役後
退役後，絕技成為了配種馬，被輸出至印度休養，在2026年配種。首批子嗣將於2027年出生。首批子嗣可於2029年出賽。

## 血統簡介
父系大震撼爲日本賽駒，爲日本賽馬史上第二匹無敗三冠馬，生涯出戰十四場賽事僅得兩場未能勝出，退役後配種成績亦極爲優秀。祖父週日寧靜是美國三冠賽雙冠馬，退役後在日本配種，在日本馬壇相當成功，贏得多項分級賽事，其子嗣贏得巨額獎金。
母系Killer Graces爲美國賽駒，生涯戰績優秀，曾勝出一級賽荷里活新星錦標。外祖父康加利亦爲美國賽駒，生涯戰績優秀，曾勝出卡達讓賽及荷里活金盃等賽事。

### 血統表
| 父線：週日寧靜系（Halo系）            |                                     |                |                   |
| 種馬 大震撼 2002年（棗色）            | 週日寧靜 1986年（棕色）             | Halo           | Hail to Reason    |
| 種馬 大震撼 2002年（棗色）            | 週日寧靜 1986年（棕色）             | Halo           | Cosmah            |
| 種馬 大震撼 2002年（棗色）            | 週日寧靜 1986年（棕色）             | Wishing Well   | Understanding     |
| 種馬 大震撼 2002年（棗色）            | 週日寧靜 1986年（棕色）             | Wishing Well   | Mountain Flower   |
| 種馬 大震撼 2002年（棗色）            | 風中秀髮 1991年（棗色）             | Alzao          | 利法爾            |
| 種馬 大震撼 2002年（棗色）            | 風中秀髮 1991年（棗色）             | Alzao          | Lady Rebecca      |
| 種馬 大震撼 2002年（棗色）            | 風中秀髮 1991年（棗色）             | Burghclere     | Busted            |
| 種馬 大震撼 2002年（棗色）            | 風中秀髮 1991年（棗色）             | Burghclere     | Highclere         |
| 繁殖雌馬 Killer Graces 2009年（栗色） | 康加利 1998年（栗色）               | Arazi          | 害羞新郎          |
| 繁殖雌馬 Killer Graces 2009年（栗色） | 康加利 1998年（栗色）               | Arazi          | Danseur Fabuleux  |
| 繁殖雌馬 Killer Graces 2009年（栗色） | 康加利 1998年（栗色）               | Mari's Sheba   | Mari's Book       |
| 繁殖雌馬 Killer Graces 2009年（栗色） | 康加利 1998年（栗色）               | Mari's Sheba   | Sheba Little      |
| 繁殖雌馬 Killer Graces 2009年（栗色） | Heatherdoesntbluff 2003年（深棗色） | 雅思特         | A.P. Indy         |
| 繁殖雌馬 Killer Graces 2009年（栗色） | Heatherdoesntbluff 2003年（深棗色） | 雅思特         | Lovlier Linda     |
| 繁殖雌馬 Killer Graces 2009年（栗色） | Heatherdoesntbluff 2003年（深棗色） | Michigan Bluff | Skywalker         |
| 繁殖雌馬 Killer Graces 2009年（栗色） | Heatherdoesntbluff 2003年（深棗色） | Michigan Bluff | Middlefork Rapids |
| 雌系：Regal Gleam系（號族：1-s）      |                                     |                |                   |
| 五代內近親交配：北地舞人 5×5×5        |                                     |                |                   |

## 命名由來
名字Killer Ability（キラーアビリティ）於英語語境中，帶有「優秀的能力」之意思，联想自母系Killer Grace之名字，香港則取其含意，翻譯为「絕技」。

## 外部連結
- 絕技 netkeiba.com （页面存档备份，存于）
- 血統表 （页面存档备份，存于）